# Orthocladius monticola
Orthocladius monticola är en tvåvingeart som först beskrevs av Jean-Jacques Kieffer 1919.  Orthocladius monticola ingår i släktet Orthocladius och familjen fjädermyggor.
Artens utbredningsområde är Algeriet. Inga underarter finns listade i Catalogue of Life.